# Тернопільська загальноосвітня школа № 16 імені Володимира Левицького
Тернопільська загальноосвітня школа І-ІІІ ступенів № 16 імені Володимира Левицького — середній освітній комунальний навчальний заклад Тернопільської міської ради в м. Тернополі Тернопільської області.
У школи є девіз, емблема та гімн.

## Сучасність
У 35 класах школи навчається 1002 учні.
У школі запроваджено профільне навчання, домінують філологічний та математичний профілі, викладають англійську та німецьку мови.
Школа підтримує тісний зв'язок з багатьма громадськими організаціями та навчальними закладами.
Працюють гуртки:
- футболу;
- аеробіки;
- туристсько-краєзнавчий;
- військово-патріотичний;
- декоративно-прикладного мистецтва;
- образотворчого мистецтва;
- театрального мистецтва;
- вокального та хорового мистецтва.

## Пам'ятні знаки
На фасаді школи встановлено
- горельєф Володимирові Левицькому,
- пропам'ятну таблицю колишньому учневі, афганцю Тарасові Протасевичу.

## Відзнаки
- Почесна грамотою Міністерства освіти і науки України (2003)

## Колектив
Нині у школі працює 120 осіб, у тому числі 82 вчителі, з яких:
- 53 спеціалісти вищої категорії;
- 12 спеціалістів першої категорії;
- 8 спеціалістів другої категорії;
- 7 спеціаліст;
- 22 мають звання «вчитель-методист», 16 — звання «старший вчитель»;
- психолог; логопед; соціальний педагог; педагог-організатор
- 4 вихователі ГПД.

Директори
- Петро  Ковч,
- Руслана  Базунова — нині

Адміністрація:
- заступник директора з навчально-виховної роботи Марія Балящук;
- заступник директора з навчально-виховної роботи (у початковій школі) Тетяна Рудик;
- заступник директора з навчально-методичної роботи Віра Мультан;
- заступник директора з виховної роботи Лариса Бугера.

За останні роки педагогами школи видано 64 навчально-методичних посібники.

## Відомі випускники
- Олег Качало (1959—2016) — український інженер-механік, дизайнер, винахідник.
- Тарас Козак (нар. 1970) — український громадський діяч, політик.
- Тарас Протасевич — військовик, лейтенант, загинув під час війни в Афаганістані.
- Володимир Бойко (нар. 1985) — український політик, народний депутат України VII скликання